# Tragosoma chiricahuae
Tragosoma chiricahuae är en skalbaggsart som beskrevs av Linsley 1959. Tragosoma chiricahuae ingår i släktet Tragosoma och familjen långhorningar. Inga underarter finns listade i Catalogue of Life.